# William Kotzwinkle
William Kotzwinkle (Scranton (Pennsylvania), 22 november 1943) is een Amerikaans schrijver van romans, korte verhalen, kinderboeken en scenario’s.

## Leven en werk
Kotzwinkle studeerde aan de Pennsylvania State University, had daarna diverse baantjes en begon in 1958 met schrijven. Hij is gehuwd met de schrijfster Elizabeth Gundy en leeft afwisselend in de Verenigde Staten en Canada.
Kotzwinkle won diverse literaire prijzen, waaronder de World Fantasy Award voor Dr. Rat in 1977. Hij werd ook bekend door zijn romanbewerking van de film E.T. the Extra-Terrestrial (1982) en een vervolg daarop onder de titel E.T. the Book of the Green Planet (1985), waarin E.T. terugkeert op zijn thuisplaneet. Als scenarioschrijver was Kotzwinkle succesvol met het script voor de film A Nightmare on Elm Street 4: The Dream Master (1988).
Diverse van zijn boeken werden in het Nederlands vertaald.